# Odynerus consobrinus
Odynerus consobrinus är en stekelart som beskrevs av Dufour 1839. Odynerus consobrinus ingår i släktet lergetingar, och familjen Eumenidae. Utöver nominatformen finns också underarten O. c. dernesis.